# Muzeul Național de Arheologie și Etnografie din Chișinău
Muzeul Național de Arheologie și Etnografie a reprezentat o instituție muzeală organizată în 1958 în clădirea Academiei de Științe din Chișinău. În 1977 aproximativ 800.000 exponate, din care peste 10 mii din fondul de bază, au fost stocate în centrul istoric din strada Bănulescu Bodoni, clădire proiectată de arhitectorul A. Bernardazzi în secolul al XIX-lea. În anul 2006, conform Hotărârii Guvernului Republicii Moldova nr. 1326 din 14 decembrie 2005 „Cu privire la măsurile de optimizare a infrastructurii sferei științei și inovării”, Muzeului de Arheologie al Academiei de Științe a Moldovei a fost absorbit de Muzeul Național de Istorie a Moldovei, fiind creat Muzeul Național de Arheologie și Istorie a Moldovei. 